# Sport olimpici

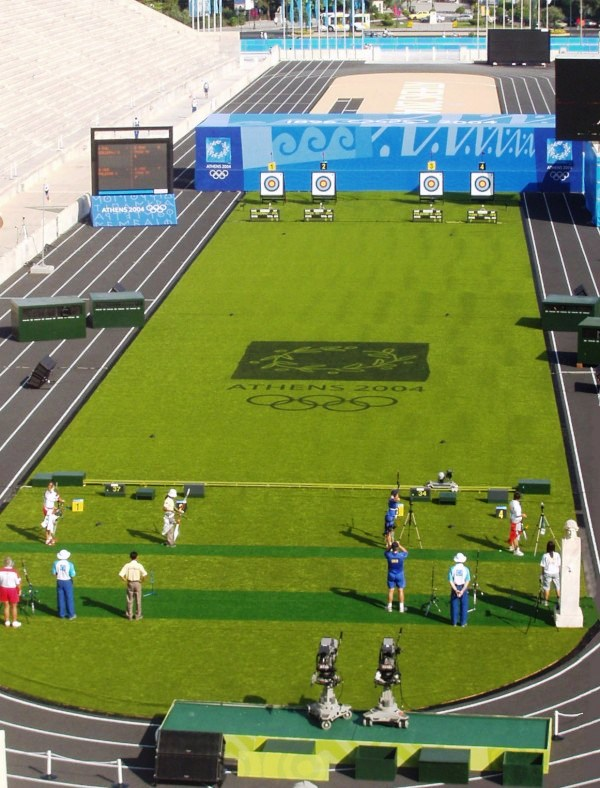
Competizione di tiro con l'arco durante i Giochi della XXVIII Olimpiade ad Atene nel 2004. Scartato dal programma olimpico dopo l'edizione del 1920 ad Anversa, fu reintrodotto a partire dai Giochi del 1972.

Gli sport olimpici sono sport disputati nei Giochi olimpici estivi e invernali. I Giochi olimpici estivi del 2020 includono 33 sport, cinque in più rispetto ai giochi del 2016. I Giochi olimpici invernali del 2022 comprendono 15 discipline. Il numero e il tipo di eventi possono variare leggermente da un'edizione dei Giochi all'altra. Ciascuno sport olimpico è rappresentato da una Federazione sportiva internazionale. Il Comitato Olimpico Internazionale (CIO) stabilisce una gerarchia di sport, discipline ed eventi. Seguendo questa gerarchia, gli sport olimpici possono essere divisi in diverse discipline, che spesso sono considerate sport distinti, per esempio come il nuoto e la pallanuoto, rappresentati entrambi dalla Federazione internazionale del nuoto, o come il pattinaggio di figura e il pattinaggio di velocità, discipline del pattinaggio su ghiaccio, rappresentate dalla International Skating Union. A loro volta, le discipline possono essere suddivise in eventi, per ognuno dei quali vengono assegnate delle medaglie. Uno sport o una disciplina è incluso nel programma olimpico se il CIO stabilisce che esso/a è praticato/a largamente a livello mondiale, ovvero se il numero di nazioni che competono in un dato sport è indice della prevalenza di tale sport. I requisiti del CIO stabiliscono la partecipazione ai Giochi olimpici e sono più stringenti nell'ambito maschile (siccome sono solitamente presenti in maggior numero) e relativamente agli sport estivi (in quanto più nazioni sono rappresentate ai Giochi olimpici estivi).
Le precedenti edizioni dei Giochi Olimpici includevano sport che non sono più attualmente presenti, come il polo e il tiro alla fune. Questi sport furono rimossi o per mancanza di interesse o per l'assenza di un'appropriata federazione sportiva che ne detenesse il controllo. Il tiro con l'arco e il tennis sono esempi di sport che erano presenti nelle prime edizioni dei Giochi, per poi esserne esclusi per decisione del CIO, salvo poi riuscire a rientrare nel programma olimpico rispettivamente nelle edizioni del 1972 e del 1988. Gli sport dimostrativi sono stati spesso inclusi nel programma dei Giochi olimpici, solitamente per promuovere uno sport locale della nazione ospitante o per generare interesse e supporto per lo sport. Alcuni di questi sport, come il baseball e il curling, furono poi aggiunti al programma ufficiale dei Giochi Olimpici, rispettivamente nei Giochi estivi del 1992 e nei Giochi olimpici invernali del 1998. Il baseball, comunque, fu eliminato dopo l'edizione del 2008.

## Sport nel programma olimpico
| Giochi olimpici estivi (aggiornato al programma di Los Angeles 2028) |                               |
| Sport                                                                | Disciplina                    |
| Arrampicata sportiva                                                 | Arrampicata sportiva          |
| Atletica leggera                                                     | Atletica leggera              |
| Badminton                                                            | Badminton                     |
| Baseball / Softball                                                  | Baseball                      |
| Baseball / Softball                                                  | Softball                      |
| Calcio                                                               | Calcio                        |
| Canoa/kayak                                                          | Canoa/kayak (in acque libere) |
| Canoa/kayak                                                          | Canoa/kayak (slalom)          |
| Canottaggio                                                          | Canottaggio                   |
| Canottaggio                                                          | Canottaggio costiero          |
| Ciclismo                                                             | Ciclismo su strada            |
| Ciclismo                                                             | Ciclismo su pista             |
| Ciclismo                                                             | Mountain bike                 |
| Ciclismo                                                             | BMX                           |
| Cricket                                                              | Cricket                       |
| Equitazione                                                          | Dressage                      |
| Equitazione                                                          | Concorso completo             |
| Equitazione                                                          | Salto ostacoli                |
| Flag football                                                        | Flag football                 |
| Ginnastica                                                           | Ginnastica artistica          |
| Ginnastica                                                           | Ginnastica ritmica            |
| Ginnastica                                                           | Trampolino elastico           |
| Golf                                                                 | Golf                          |
| Hockey su prato                                                      | Hockey su prato               |
| Judo                                                                 | Judo                          |
| Lacrosse                                                             | Lacrosse                      |
| Lotta                                                                | Lotta libera                  |
| Lotta                                                                | Lotta greco-romana            |
| Pallacanestro                                                        | Pallacanestro                 |
| Pallacanestro                                                        | Pallacanestro 3x3             |
| Pallamano                                                            | Pallamano                     |
| Pallavolo                                                            | Pallavolo                     |
| Pallavolo                                                            | Beach volley                  |
| Pentathlon moderno                                                   | Pentathlon moderno            |
| Rugby a 7                                                            | Rugby a 7                     |
| Scherma                                                              | Scherma                       |
| Skateboard                                                           | Skateboard                    |
| Sollevamento pesi                                                    | Sollevamento pesi             |
| Sport acquatici                                                      | Nuoto                         |
| Sport acquatici                                                      | Nuoto di fondo                |
| Sport acquatici                                                      | Nuoto artistico               |
| Sport acquatici                                                      | Pallanuoto                    |
| Sport acquatici                                                      | Tuffi                         |
| Squash                                                               | Squash                        |
| Surf                                                                 | Surf                          |
| Taekwondo                                                            | Taekwondo                     |
| Tennis                                                               | Tennis                        |
| Tennistavolo                                                         | Tennistavolo                  |
| Tiro a segno/volo                                                    | Tiro a segno/volo             |
| Tiro con l'arco                                                      | Tiro con l'arco               |
| Triathlon                                                            | Triathlon                     |
| Vela                                                                 | Vela                          |
| 35 sport                                                             | 52 discipline                 |

| Giochi olimpici invernali (aggiornato al programma di Milano Cortina 2026) |                         |
| Sport                                                                      | Disciplina              |
| Biathlon                                                                   | Biathlon                |
| Bob e skeleton                                                             | Bob                     |
| Bob e skeleton                                                             | Skeleton                |
| Curling                                                                    | Curling                 |
| Hockey su ghiaccio                                                         | Hockey su ghiaccio      |
| Pattinaggio su ghiaccio                                                    | Pattinaggio di figura   |
| Pattinaggio su ghiaccio                                                    | Pattinaggio di velocità |
| Pattinaggio su ghiaccio                                                    | Short track             |
| Sci                                                                        | Combinata nordica       |
| Sci                                                                        | Freestyle               |
| Sci                                                                        | Salto con gli sci       |
| Sci                                                                        | Sci alpino              |
| Sci                                                                        | Sci di fondo            |
| Sci                                                                        | Snowboard               |
| Sci alpinismo                                                              | Sci alpinismo           |
| Slittino                                                                   | Slittino                |
| 8 sport                                                                    | 16 discipline           |

## Definizioni
Il termine "sport" nella terminologia olimpica si riferisce a tutti gli eventi che sono regolati da una federazione sportiva internazionale, una definizione che può risultare differente dal significato comune della parola "sport". Uno sport, per definizione olimpica, può essere diviso in diverse discipline, che spesso nel linguaggio comune sono viste come diversi sport.
Per esempio, gli sport acquatici costituiscono uno sport olimpico estivo che include quattro discipline olimpiche: nuoto, nuoto sincronizzato, tuffi e pallanuoto, dal momento che tutte queste discipline sono regolate a livello internazionale dalla Federazione internazionale del nuoto. Il pattinaggio su ghiaccio è uno sport olimpico invernale rappresentato dalla International Skating Union e include tre discipline olimpiche: pattinaggio di figura, pattinaggio di velocità (su un tradizionale tracciato lungo) e short track. Lo sport con il maggior numero di discipline olimpiche è lo sci con sei: combinata nordica, freestyle, salto con gli sci, sci alpino, sci di fondo e snowboard.
Altri sport multidisciplinari di rilievo sono la ginnastica (artistica, ritmica e trampolino), il ciclismo (su strada, su pista, mountain bike e BMX), la lotta (libera e greco-romana), la canoa/kayak (in acque libere e slalom), la pallavolo (indoor e beach volley), il bob (che comprende lo skeleton). Sono incluse in questa lista solamente le discipline olimpiche, infatti la ginnastica ha due discipline non olimpiche, mentre il ciclismo e la lotta ne hanno tre ciascuno.
Si noti anche come la definizione di "disciplina" secondo il CIO può differire da quella usata da una federazione internazionale. Per esempio, il CIO considera la ginnastica artistica come una singola disciplina, ma la Federazione Internazionale di Ginnastica classifica la ginnastica artistica maschile e femminile come due distinte discipline. Similmente, il CIO considera la lotta libera come disciplina singola, mentre la United World Wrestling definisce la "lotta libera" come la versione maschile, classificando la lotta libera femminile come "lotta femminile".
In alcune occasioni, in particolare nel caso dello snowboard, il CIO ha acconsentito ad aggiungere al programma olimpico sport che in precedenza avevano una propria federazione internazionale, a patto che quest'ultima venisse sciolta per affiliarsi a una federazione esistente di uno sport olimpico, senza, dunque, incrementare il numero di sport olimpici.
Un evento, per definizione del CIO, è una competizione che porta all'assegnazione di medaglie. Gli sport acquatici comprendono un totale di 46 eventi olimpici, di cui 34 nella disciplina del nuoto (32 in vasca e due nel nuoto di fondo), otto nei tuffi e due a testa in nuoto sincronizzato e pallanuoto. Il numero di eventi per sport va da un minimo di due (fino al 2008, vi erano sport con un solo evento) a un massimo di 47 per l'atletica leggera, che nonostante l'ampio numero di eventi e la propria diversità non è suddivisa in discipline.

## Variazioni negli sport olimpici

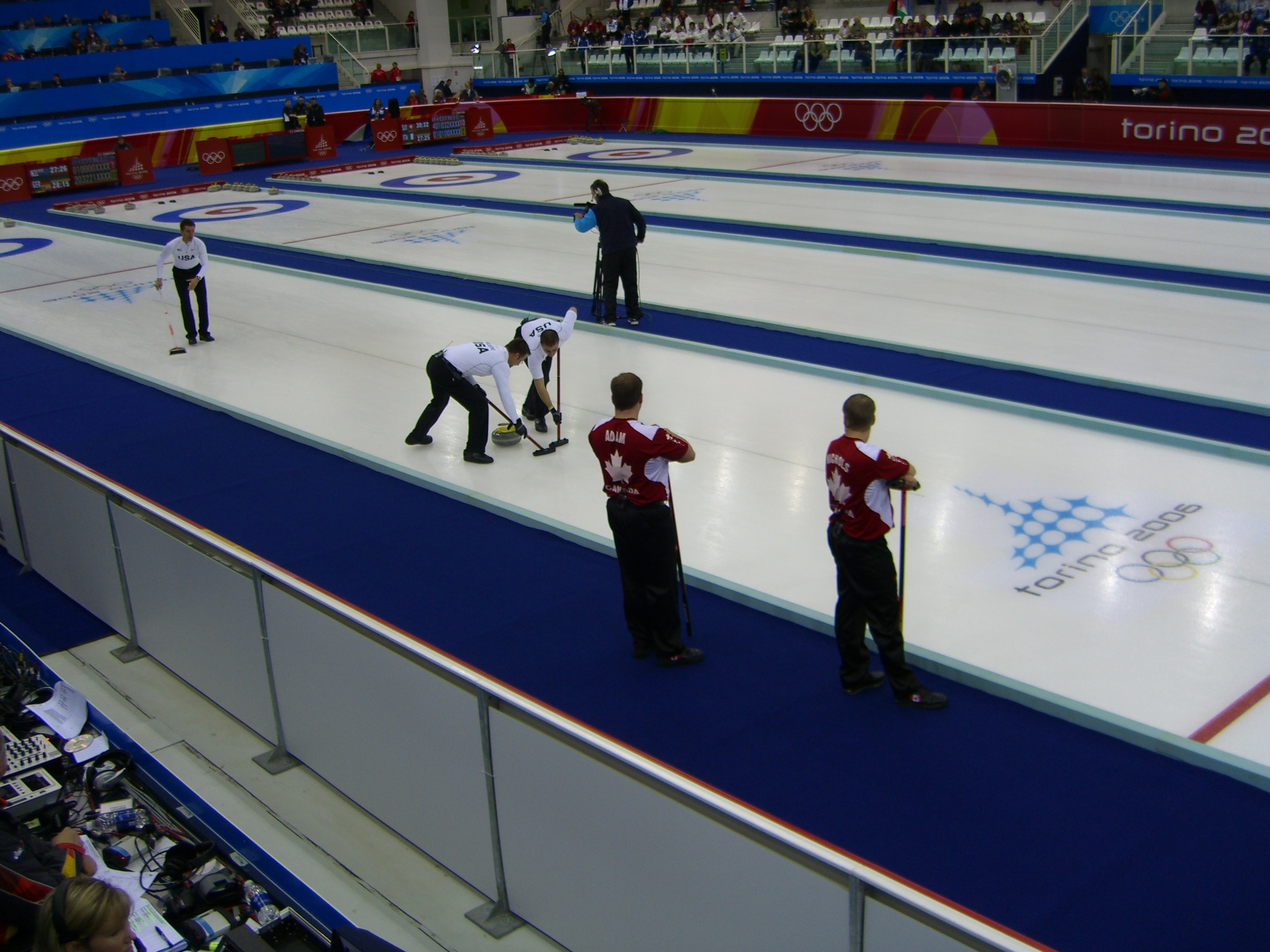
Il curling fu promosso a sport olimpico ufficiale ai Giochi olimpici invernali del 1998 a Nagano.

La lista degli sport olimpici è variata in maniera considerevole nel corso della storia olimpica ed è cresciuta gradualmente fino ai primi anni Duemila, quando il CIO decise di limitare il numero degli sport nei Giochi olimpici estivi a 28.
Gli unici sport sempre presenti nel programma olimpico estivo sono l'atletica leggera, gli sport acquatici (con la sola disciplina del nuoto sempre presente), il ciclismo, la scherma e la ginnastica (con la sola disciplina della ginnastica artistica sempre presente).
Gli unici sport sempre presenti nel programma olimpico invernale sono lo sci (solo combinata nordica), il pattinaggio su ghiaccio (con pattinaggio di figura e pattinaggio di velocità) e l'hockey su ghiaccio. Il pattinaggio di figura e l'hockey su ghiaccio erano inoltre presenti nel programma dei Giochi olimpici estivi prima che i Giochi olimpici invernali venissero introdotti nel 1924.
Per la maggior parte del XX secolo, sport dimostrativi furono inclusi in molte edizioni dei Giochi, solitamente per promuovere uno sport non olimpico popolare nella nazione ospitante o per generare interesse e supporto per lo sport.
Le competizioni e le cerimonie per questi sport erano identiche a quelli degli sport olimpici ufficiali, tranne per il fatto che le medaglie non venivano conteggiate nel medagliere ufficiale.
Alcuni sport dimostrativi, come baseball e curling, furono in seguito aggiunti al programma olimpico ufficiale.
Questa situazione cambiò nel 1989, quando il Comitato Olimpico Internazionale decise di eliminare gli sport dimostrativi dai Giochi olimpici successivi alle edizioni del 1992. Un'eccezione fu fatta nell'edizione di Pechino 2008, quando il comitato organizzatore ricevette il permesso di organizzare un torneo di wushu.
Uno sport o una disciplina è incluso nel programma olimpico se il CIO stabilisce che esso/a è praticato/a largamente a livello mondiale, ovvero se il numero di nazioni che competono in un dato sport è indice della prevalenza di tale sport. I requisiti del CIO per gli sport invernali sono ben inferiori a quelli richiesti per gli sport estivi dal momento che meno nazioni competono nei Giochi invernali. Il CIO ha requisiti meno stringenti anche per gli sport femminili per le stesse ragioni. Le donne sono ancora escluse da alcune discipline (combinata nordica e lotta greco-romana); d'altra parte esiste una discipline per sole donne, la ginnastica ritmica.
Gli sport che dipendono principalmente da propulsione meccanica, come gli sport motoristici, poiché non sono basati sulle sole capacità fisiche degli atleti, non sono considerati dal CIO per il riconoscimento, anche se vi erano eventi per imbarcazioni a motore nelle prime edizioni dei Giochi olimpici, prima che questa regola venisse emanata dal CIO. Parte della storia della Fédération aéronautique internationale, l'ente regolatore internazionale degli sport dell'aria, ha avuto origine dal meeting del CIO a Bruxelles, il 10 giugno 1905.
Questi criteri sono solo una delle barriere perché uno sport venga preso in considerazione come sport olimpico. Per essere ammesso al programma olimpico, la Sessione del CIO deve approvare la sua inclusione. Ci sono diversi sport che possiedono i requisiti richiesti ma non sono riconosciuti come sport olimpici, principalmente perché il CIO ha deciso di porre un limite al numero di sport, nonché al numero di eventi e di atleti, nei Giochi olimpici estivi, affinché non superino il limite di 28 sport, 300 eventi e 10 000 atleti dei Giochi di Sydney 2000 (il limite di atleti è comunque, tuttora, fino ai Giochi del 2016, superato).
Tali limiti non sono previsti per i Giochi olimpici invernali e il numero di eventi e atleti continua ad aumentare, ma nessuno sport è stato aggiunto dal 1998, quando fece la sua comparsa il curling.
Le precedenti edizioni dei Giochi Olimpici includevano sport che non sono più attualmente presenti, come il polo e il tiro alla fune. Nei primi tempi delle Olimpiadi moderne, gli organizzatori potevano decidere quali sport o discipline includere nel programma, finché nel 1924 il CIO ne prese il controllo. Di conseguenza, diversi sport furono presenti nel programma per brevi periodi prima del 1924. Questi sport non più olimpici furono rimossi per mancanza di interesse, o assenza di una federazione internazionale, o perché divennero esclusivamente professionistici in un'epoca in cui i Giochi olimpici erano riservati strettamente ai dilettanti, come nel caso del tennis.
Alcuni sport dismessi, come il tiro con l'arco e il tennis, furono poi riammessi al programma olimpico (nel 1972 e nel 1984, rispettivamente). Il Curling, che era uno sport ufficiale ai I Giochi olimpici invernali nel 1924, per essere poi escluso, fu reintegrato nel programma olimpico a partire da Nagano 1998.
La Carta Olimpica decreta che gli sport olimpici per ogni edizione dei Giochi olimpici debbano essere decisi in una Sessione del CIO entro sette anni prima dei Giochi.

### Variazioni dal 2000
Gli unici sport a essere eliminati dal programma olimpico dopo il 1936 sono il baseball e il softball, entrambi esclusi durante la Sessione del CIO a Singapore l'11 luglio 2005, una decisione che fu confermata il 9 febbraio 2006. Questi sport furono inclusi per l'ultima volta nel programma dei Giochi di Pechino 2008, anche se ufficialmente restano riconosciuti come sport olimpici nella Carta Olimpica. Quindi, il numero di sport a Londra 2012 è sceso da 28 a 26.
Dopo l'aggiunta della boxe femminile nel 2012 e dal salto con gli sci femminile nel 2014, è rimasta solo la lotta greco-romana per soli uomini nei Giochi.
Due sport in passato esclusi dai Giochi, il golf e il rugby, sono rientrati nei Giochi del 2016. Il 13 agosto 2009, il Board esecutivo del CIO propose che il golf e il rugby a 7 fossero aggiunti al programma nel 2016. Il 9 ottobre 2009, durante la 121ª Sessione del CIO a Copenaghen, il CIO approvò di riconoscere entrambi gli sport come sport olimpici e di includerli nel programma dei Giochi di Rio 2016. Il risultato fu di 81–8 in favore di includere il rugby a 7 e di 63–27 per reintrodurre il golf, riportando il numero di sport a 28.
Nel febbraio 2013, il CIO considerò di eliminare uno sport dai Giochi di Tokyo 2020 per fare spazio a un nuovo sport. Furono considerati a rischio il pentathlon moderno e il taekwondo, invece il CIO raccomandò di escludere la lotta. L'8 settembre 2013, il CIO, però, aggiunse la lotta al programma dei Giochi del 2020 e del 2024. Il 3 agosto 2016, il CIO votò per aggiungere baseball/softball (nel frattempo riunitisi in una sola federazione internazionale proprio allo scopo di rientrare come unico sport olimpico con più discipline), karate, arrampicata sportiva, surf e skateboard ai Giochi estivi del 2020.

## Giochi olimpici estivi
Ai Giochi della I Olimpiade, nove sport furono disputati. Da allora il numero di sport è incrementato fino ai 28 in programma nel periodo 2000-2008. Ai Giochi di Londra 2012, il numero di sport è sceso a 26 a seguito della decisione del CIO nel 2005 di rimuovere baseball e softball dal programma olimpico. Questi sport mantengono il loro status di sport olimpici con la possibilità di rientrare nel programma olimpico nelle future edizioni dei giochi. Con l'introduzione del golf e del rugby a 7 nel programma olimpico, il numero di sport ai Giochi di Rio 2016 è tornato a 28.
Affinché uno sport sia preso in considerazione per essere incluso nella lista degli sport olimpici estivi, deve essere praticato diffusamente in almeno 75 nazioni di almeno 4 continenti.

### Programma estivo attuale e passato
Le seguenti discipline compongono il programma dei Giochi olimpici estivi attuale e passato e sono elencate secondo l'ordine alfabetico adottato dal CIO. I numeri in ogni casella indicano il numero di eventi per ciascuna disciplina in ciascuna edizione dei Giochi, una (D) indica che lo sport fu presente come sport dimostrativo.
Alcuni sport olimpici sono suddivisi in più discipline. Le discipline di uno stesso sport sono raggruppate con lo stesso colore:
     Sport acquatici –
     Canoa/kayak –
     Canottaggio –
     Pallacanestro –
     Ciclismo –
     Ginnastica –
     Pallavolo –
     Equitazione –
     Lotta –
     Baseball e Softball –
     Karate
| Disciplina                    | Disciplina    | Fed.          | 96 | 00  | 04  | 06 | 08  | 12  | 20  | 24                                                   | 28                                                   | 32                                                   | 36                                                   | 48                                                   | 52                                                   | 56                                                   | 60                                                   | 64                                                   | 68                                                   | 72                                                   | 76                                                   | 80                                                   | 84                                                   | 88                                                   | 92                                                   | 96                                                   | 00                                                   | 04                                                   | 08                                                   | 12                                                   | 16                                                   | 20                                                   | 24                                                   | 28                                                   |
| ----------------------------- | ------------- | ------------- | -- | --- | --- | -- | --- | --- | --- | ---------------------------------------------------- | ---------------------------------------------------- | ---------------------------------------------------- | ---------------------------------------------------- | ---------------------------------------------------- | ---------------------------------------------------- | ---------------------------------------------------- | ---------------------------------------------------- | ---------------------------------------------------- | ---------------------------------------------------- | ---------------------------------------------------- | ---------------------------------------------------- | ---------------------------------------------------- | ---------------------------------------------------- | ---------------------------------------------------- | ---------------------------------------------------- | ---------------------------------------------------- | ---------------------------------------------------- | ---------------------------------------------------- | ---------------------------------------------------- | ---------------------------------------------------- | ---------------------------------------------------- | ---------------------------------------------------- | ---------------------------------------------------- | ---------------------------------------------------- |
|                               |               |               |    |     |     |    |     |     |     |                                                      |                                                      |                                                      |                                                      |                                                      |                                                      |                                                      |                                                      |                                                      |                                                      |                                                      |                                                      |                                                      |                                                      |                                                      |                                                      |                                                      |                                                      |                                                      |                                                      |                                                      |                                                      |                                                      |                                                      |                                                      |
| Sport olimpici estivi attuali |               |               |    |     |     |    |     |     |     |                                                      |                                                      |                                                      |                                                      |                                                      |                                                      |                                                      |                                                      |                                                      |                                                      |                                                      |                                                      |                                                      |                                                      |                                                      |                                                      |                                                      |                                                      |                                                      |                                                      |                                                      |                                                      |                                                      |                                                      |                                                      |
|                               |               |               |    |     |     |    |     |     |     |                                                      |                                                      |                                                      |                                                      |                                                      |                                                      |                                                      |                                                      |                                                      |                                                      |                                                      |                                                      |                                                      |                                                      |                                                      |                                                      |                                                      |                                                      |                                                      |                                                      |                                                      |                                                      |                                                      |                                                      |                                                      |
| Arrampicata sportiva          |               | IFSC          |    |     |     |    |     |     |     |                                                      |                                                      |                                                      |                                                      |                                                      |                                                      |                                                      |                                                      |                                                      |                                                      |                                                      |                                                      |                                                      |                                                      |                                                      |                                                      |                                                      |                                                      |                                                      |                                                      |                                                      |                                                      | 2                                                    | 4                                                    | 6                                                    |
| Atletica leggera              |               | WA            | 12 | 23  | 25  | 21 | 26  | 30  | 29  | 27                                                   | 27                                                   | 29                                                   | 29                                                   | 33                                                   | 33                                                   | 33                                                   | 34                                                   | 36                                                   | 36                                                   | 38                                                   | 37                                                   | 38                                                   | 41                                                   | 42                                                   | 43                                                   | 44                                                   | 46                                                   | 46                                                   | 47                                                   | 47                                                   | 47                                                   | 48                                                   | 48                                                   | 48                                                   |
| Badminton                     |               | BWF           |    |     |     |    |     |     |     |                                                      |                                                      |                                                      |                                                      |                                                      |                                                      |                                                      |                                                      |                                                      |                                                      | (D)                                                  |                                                      |                                                      |                                                      | (D)                                                  | 4                                                    | 5                                                    | 5                                                    | 5                                                    | 5                                                    | 5                                                    | 5                                                    | 5                                                    | 5                                                    | 5                                                    |
|                               |               |               |    |     |     |    |     |     |     |                                                      |                                                      |                                                      |                                                      |                                                      |                                                      |                                                      |                                                      |                                                      |                                                      |                                                      |                                                      |                                                      |                                                      |                                                      |                                                      |                                                      |                                                      |                                                      |                                                      |                                                      |                                                      |                                                      |                                                      |                                                      |
| Baseball                      |               | WBSC          |    |     |     |    |     | (D) |     |                                                      |                                                      |                                                      | (D)                                                  |                                                      | (D)                                                  | (D)                                                  |                                                      | (D)                                                  |                                                      |                                                      |                                                      |                                                      | (D)                                                  | (D)                                                  | 1                                                    | 1                                                    | 1                                                    | 1                                                    | 1                                                    |                                                      |                                                      | 1                                                    |                                                      | 1                                                    |
| Softball                      |               | WBSC          |    |     |     |    |     |     |     |                                                      |                                                      |                                                      |                                                      |                                                      |                                                      |                                                      |                                                      |                                                      |                                                      |                                                      |                                                      |                                                      |                                                      |                                                      |                                                      | 1                                                    | 1                                                    | 1                                                    | 1                                                    |                                                      |                                                      | 1                                                    |                                                      | 1                                                    |
|                               |               |               |    |     |     |    |     |     |     |                                                      |                                                      |                                                      |                                                      |                                                      |                                                      |                                                      |                                                      |                                                      |                                                      |                                                      |                                                      |                                                      |                                                      |                                                      |                                                      |                                                      |                                                      |                                                      |                                                      |                                                      |                                                      |                                                      |                                                      |                                                      |
| Calcio                        |               | FIFA          |    | 1   | 1   | 1  | 1   | 1   | 1   | 1                                                    | 1                                                    |                                                      | 1                                                    | 1                                                    | 1                                                    | 1                                                    | 1                                                    | 1                                                    | 1                                                    | 1                                                    | 1                                                    | 1                                                    | 1                                                    | 1                                                    | 1                                                    | 2                                                    | 2                                                    | 2                                                    | 2                                                    | 2                                                    | 2                                                    | 2                                                    | 2                                                    | 2                                                    |
|                               |               |               |    |     |     |    |     |     |     |                                                      |                                                      |                                                      |                                                      |                                                      |                                                      |                                                      |                                                      |                                                      |                                                      |                                                      |                                                      |                                                      |                                                      |                                                      |                                                      |                                                      |                                                      |                                                      |                                                      |                                                      |                                                      |                                                      |                                                      |                                                      |
| Canoa/kayak (acque libere)    |               | ICF           |    |     |     |    |     |     |     | (D)                                                  |                                                      |                                                      | 9                                                    | 9                                                    | 9                                                    | 9                                                    | 7                                                    | 7                                                    | 7                                                    | 7                                                    | 11                                                   | 11                                                   | 12                                                   | 12                                                   | 12                                                   | 12                                                   | 12                                                   | 12                                                   | 12                                                   | 12                                                   | 12                                                   | 12                                                   | 10                                                   | 10                                                   |
| Canoa/kayak (slalom)          |               | ICF           |    |     |     |    |     |     |     |                                                      |                                                      |                                                      |                                                      |                                                      |                                                      |                                                      |                                                      |                                                      |                                                      | 4                                                    |                                                      |                                                      |                                                      |                                                      | 4                                                    | 4                                                    | 4                                                    | 4                                                    | 4                                                    | 4                                                    | 4                                                    | 4                                                    | 6                                                    | 6                                                    |
|                               |               |               |    |     |     |    |     |     |     |                                                      |                                                      |                                                      |                                                      |                                                      |                                                      |                                                      |                                                      |                                                      |                                                      |                                                      |                                                      |                                                      |                                                      |                                                      |                                                      |                                                      |                                                      |                                                      |                                                      |                                                      |                                                      |                                                      |                                                      |                                                      |
| Canottaggio                   |               | FISA          |    | 4   | 5   | 6  | 4   | 4   | 5   | 7                                                    | 7                                                    | 7                                                    | 7                                                    | 7                                                    | 7                                                    | 7                                                    | 7                                                    | 7                                                    | 7                                                    | 7                                                    | 14                                                   | 14                                                   | 14                                                   | 14                                                   | 14                                                   | 14                                                   | 14                                                   | 14                                                   | 14                                                   | 14                                                   | 14                                                   | 14                                                   | 14                                                   | 12                                                   |
| Canottaggio costiero          |               | FISA          |    |     |     |    |     |     |     |                                                      |                                                      |                                                      |                                                      |                                                      |                                                      |                                                      |                                                      |                                                      |                                                      |                                                      |                                                      |                                                      |                                                      |                                                      |                                                      |                                                      |                                                      |                                                      |                                                      |                                                      |                                                      |                                                      |                                                      | 3                                                    |
|                               |               |               |    |     |     |    |     |     |     |                                                      |                                                      |                                                      |                                                      |                                                      |                                                      |                                                      |                                                      |                                                      |                                                      |                                                      |                                                      |                                                      |                                                      |                                                      |                                                      |                                                      |                                                      |                                                      |                                                      |                                                      |                                                      |                                                      |                                                      |                                                      |
| BMX                           |               | UCI           |    |     |     |    |     |     |     |                                                      |                                                      |                                                      |                                                      |                                                      |                                                      |                                                      |                                                      |                                                      |                                                      |                                                      |                                                      |                                                      |                                                      |                                                      |                                                      |                                                      |                                                      |                                                      | 2                                                    | 2                                                    | 2                                                    | 4                                                    | 4                                                    | 4                                                    |
| Ciclismo su strada            |               | UCI           | 1  |     |     | 1  |     | 2   | 2   | 2                                                    | 2                                                    | 2                                                    | 2                                                    | 2                                                    | 2                                                    | 2                                                    | 2                                                    | 2                                                    | 2                                                    | 2                                                    | 2                                                    | 2                                                    | 3                                                    | 3                                                    | 3                                                    | 4                                                    | 4                                                    | 4                                                    | 4                                                    | 4                                                    | 4                                                    | 4                                                    | 4                                                    | 4                                                    |
| Ciclismo su pista             |               | UCI           | 5  | 2   | 7   | 5  | 7   |     | 4   | 4                                                    | 4                                                    | 4                                                    | 4                                                    | 4                                                    | 4                                                    | 4                                                    | 4                                                    | 5                                                    | 5                                                    | 5                                                    | 4                                                    | 4                                                    | 5                                                    | 6                                                    | 7                                                    | 8                                                    | 12                                                   | 12                                                   | 10                                                   | 10                                                   | 10                                                   | 12                                                   | 12                                                   | 12                                                   |
| Mountain bike                 |               | UCI           |    |     |     |    |     |     |     |                                                      |                                                      |                                                      |                                                      |                                                      |                                                      |                                                      |                                                      |                                                      |                                                      |                                                      |                                                      |                                                      |                                                      |                                                      |                                                      | 2                                                    | 2                                                    | 2                                                    | 2                                                    | 2                                                    | 2                                                    | 2                                                    | 2                                                    | 2                                                    |
|                               |               |               |    |     |     |    |     |     |     |                                                      |                                                      |                                                      |                                                      |                                                      |                                                      |                                                      |                                                      |                                                      |                                                      |                                                      |                                                      |                                                      |                                                      |                                                      |                                                      |                                                      |                                                      |                                                      |                                                      |                                                      |                                                      |                                                      |                                                      |                                                      |
| Cricket                       |               | ICC           |    | 1   |     |    |     |     |     |                                                      |                                                      |                                                      |                                                      |                                                      |                                                      |                                                      |                                                      |                                                      |                                                      |                                                      |                                                      |                                                      |                                                      |                                                      |                                                      |                                                      |                                                      |                                                      |                                                      |                                                      |                                                      |                                                      |                                                      | 2                                                    |
|                               |               |               |    |     |     |    |     |     |     |                                                      |                                                      |                                                      |                                                      |                                                      |                                                      |                                                      |                                                      |                                                      |                                                      |                                                      |                                                      |                                                      |                                                      |                                                      |                                                      |                                                      |                                                      |                                                      |                                                      |                                                      |                                                      |                                                      |                                                      |                                                      |
| Equitazione / Dressage        |               | FEI           |    |     |     |    |     | 1   | 1   | 1                                                    | 2                                                    | 2                                                    | 2                                                    | 2                                                    | 2                                                    | 2                                                    | 1                                                    | 2                                                    | 2                                                    | 2                                                    | 2                                                    | 2                                                    | 2                                                    | 2                                                    | 2                                                    | 2                                                    | 2                                                    | 2                                                    | 2                                                    | 2                                                    | 2                                                    | 2                                                    | 2                                                    | 2                                                    |
| Equitazione / Completo        |               | FEI           |    |     |     |    |     | 2   | 2   | 2                                                    | 2                                                    | 2                                                    | 2                                                    | 2                                                    | 2                                                    | 2                                                    | 2                                                    | 2                                                    | 2                                                    | 2                                                    | 2                                                    | 2                                                    | 2                                                    | 2                                                    | 2                                                    | 2                                                    | 2                                                    | 2                                                    | 2                                                    | 2                                                    | 2                                                    | 2                                                    | 2                                                    | 2                                                    |
| Equitazione / Salto           |               | FEI           |    | 3   |     |    |     | 2   | 2   | 2                                                    | 2                                                    | 2                                                    | 2                                                    | 2                                                    | 2                                                    | 2                                                    | 2                                                    | 2                                                    | 2                                                    | 2                                                    | 2                                                    | 2                                                    | 2                                                    | 2                                                    | 2                                                    | 2                                                    | 2                                                    | 2                                                    | 2                                                    | 2                                                    | 2                                                    | 2                                                    | 2                                                    | 2                                                    |
|                               |               |               |    |     |     |    |     |     |     |                                                      |                                                      |                                                      |                                                      |                                                      |                                                      |                                                      |                                                      |                                                      |                                                      |                                                      |                                                      |                                                      |                                                      |                                                      |                                                      |                                                      |                                                      |                                                      |                                                      |                                                      |                                                      |                                                      |                                                      |                                                      |
| Flag football                 |               | IFAF          |    |     |     |    |     |     |     |                                                      |                                                      |                                                      |                                                      |                                                      |                                                      |                                                      |                                                      |                                                      |                                                      |                                                      |                                                      |                                                      |                                                      |                                                      |                                                      |                                                      |                                                      |                                                      |                                                      |                                                      |                                                      |                                                      |                                                      | 2                                                    |
|                               |               |               |    |     |     |    |     |     |     |                                                      |                                                      |                                                      |                                                      |                                                      |                                                      |                                                      |                                                      |                                                      |                                                      |                                                      |                                                      |                                                      |                                                      |                                                      |                                                      |                                                      |                                                      |                                                      |                                                      |                                                      |                                                      |                                                      |                                                      |                                                      |
| Ginnastica artistica          |               | FIG           | 8  | 1   | 11  | 4  | 2   | 4   | 4   | 9                                                    | 8                                                    | 11                                                   | 9                                                    | 9                                                    | 15                                                   | 15                                                   | 14                                                   | 14                                                   | 14                                                   | 14                                                   | 14                                                   | 14                                                   | 14                                                   | 14                                                   | 14                                                   | 14                                                   | 14                                                   | 14                                                   | 14                                                   | 14                                                   | 14                                                   | 14                                                   | 14                                                   | 15                                                   |
| Ginnastica ritmica            |               | FIG           |    |     |     |    |     |     |     |                                                      |                                                      |                                                      |                                                      |                                                      |                                                      |                                                      |                                                      |                                                      |                                                      |                                                      |                                                      |                                                      | 1                                                    | 1                                                    | 1                                                    | 2                                                    | 2                                                    | 2                                                    | 2                                                    | 2                                                    | 2                                                    | 2                                                    | 2                                                    | 2                                                    |
| Trampolino                    |               | FIG           |    |     |     |    |     |     |     |                                                      |                                                      |                                                      |                                                      |                                                      |                                                      |                                                      |                                                      |                                                      |                                                      |                                                      |                                                      |                                                      |                                                      |                                                      |                                                      |                                                      | 2                                                    | 2                                                    | 2                                                    | 2                                                    | 2                                                    | 2                                                    | 2                                                    | 2                                                    |
|                               |               |               |    |     |     |    |     |     |     |                                                      |                                                      |                                                      |                                                      |                                                      |                                                      |                                                      |                                                      |                                                      |                                                      |                                                      |                                                      |                                                      |                                                      |                                                      |                                                      |                                                      |                                                      |                                                      |                                                      |                                                      |                                                      |                                                      |                                                      |                                                      |
| Golf                          |               | IGF           |    | 2   | 2   |    |     |     |     |                                                      |                                                      |                                                      |                                                      |                                                      |                                                      |                                                      |                                                      |                                                      |                                                      |                                                      |                                                      |                                                      |                                                      |                                                      |                                                      |                                                      |                                                      |                                                      |                                                      |                                                      | 2                                                    | 2                                                    | 2                                                    | 3                                                    |
| Hockey su prato               |               | FIH           |    |     |     |    | 1   |     | 1   |                                                      | 1                                                    | 1                                                    | 1                                                    | 1                                                    | 1                                                    | 1                                                    | 1                                                    | 1                                                    | 1                                                    | 1                                                    | 1                                                    | 2                                                    | 2                                                    | 2                                                    | 2                                                    | 2                                                    | 2                                                    | 2                                                    | 2                                                    | 2                                                    | 2                                                    | 2                                                    | 2                                                    | 2                                                    |
| Judo                          |               | IJF           |    |     |     |    |     |     |     |                                                      |                                                      |                                                      |                                                      |                                                      |                                                      |                                                      |                                                      | 4                                                    |                                                      | 6                                                    | 6                                                    | 8                                                    | 8                                                    | 7                                                    | 14                                                   | 14                                                   | 14                                                   | 14                                                   | 14                                                   | 14                                                   | 14                                                   | 15                                                   | 15                                                   | 15                                                   |
| Lacrosse                      |               | FIL           |    |     | 1   |    | 1   |     |     |                                                      | (D)                                                  | (D)                                                  |                                                      | (D)                                                  |                                                      |                                                      |                                                      |                                                      |                                                      |                                                      |                                                      |                                                      |                                                      |                                                      |                                                      |                                                      |                                                      |                                                      |                                                      |                                                      |                                                      |                                                      |                                                      | 2                                                    |
|                               |               |               |    |     |     |    |     |     |     |                                                      |                                                      |                                                      |                                                      |                                                      |                                                      |                                                      |                                                      |                                                      |                                                      |                                                      |                                                      |                                                      |                                                      |                                                      |                                                      |                                                      |                                                      |                                                      |                                                      |                                                      |                                                      |                                                      |                                                      |                                                      |
| Lotta greco-romana            |               | UWW           | 1  |     |     | 4  | 4   | 5   | 5   | 6                                                    | 6                                                    | 7                                                    | 7                                                    | 8                                                    | 8                                                    | 8                                                    | 8                                                    | 8                                                    | 8                                                    | 10                                                   | 10                                                   | 10                                                   | 10                                                   | 10                                                   | 10                                                   | 10                                                   | 8                                                    | 7                                                    | 7                                                    | 7                                                    | 6                                                    | 6                                                    | 6                                                    | 6                                                    |
| Lotta libera                  |               | UWW           |    |     | 7   |    | 5   |     | 5   | 7                                                    | 7                                                    | 7                                                    | 7                                                    | 8                                                    | 8                                                    | 8                                                    | 8                                                    | 8                                                    | 8                                                    | 10                                                   | 10                                                   | 10                                                   | 10                                                   | 10                                                   | 10                                                   | 10                                                   | 8                                                    | 11                                                   | 11                                                   | 11                                                   | 12                                                   | 12                                                   | 12                                                   | 12                                                   |
|                               |               |               |    |     |     |    |     |     |     |                                                      |                                                      |                                                      |                                                      |                                                      |                                                      |                                                      |                                                      |                                                      |                                                      |                                                      |                                                      |                                                      |                                                      |                                                      |                                                      |                                                      |                                                      |                                                      |                                                      |                                                      |                                                      |                                                      |                                                      |                                                      |
| Pallacanestro                 |               | FIBA          |    |     | (D) |    |     |     |     | (D)                                                  |                                                      |                                                      | 1                                                    | 1                                                    | 1                                                    | 1                                                    | 1                                                    | 1                                                    | 1                                                    | 1                                                    | 2                                                    | 2                                                    | 2                                                    | 2                                                    | 2                                                    | 2                                                    | 2                                                    | 2                                                    | 2                                                    | 2                                                    | 2                                                    | 2                                                    | 2                                                    | 2                                                    |
| Pallacanestro 3x3             |               | FIBA          |    |     |     |    |     |     |     |                                                      |                                                      |                                                      |                                                      |                                                      |                                                      |                                                      |                                                      |                                                      |                                                      |                                                      |                                                      |                                                      |                                                      |                                                      |                                                      |                                                      |                                                      |                                                      |                                                      |                                                      |                                                      | 2                                                    | 2                                                    | 2                                                    |
|                               |               |               |    |     |     |    |     |     |     |                                                      |                                                      |                                                      |                                                      |                                                      |                                                      |                                                      |                                                      |                                                      |                                                      |                                                      |                                                      |                                                      |                                                      |                                                      |                                                      |                                                      |                                                      |                                                      |                                                      |                                                      |                                                      |                                                      |                                                      |                                                      |
| Pallamano                     |               | IHF           |    |     |     |    |     |     |     |                                                      |                                                      |                                                      | 1                                                    |                                                      | (D)                                                  |                                                      |                                                      |                                                      |                                                      | 1                                                    | 2                                                    | 2                                                    | 2                                                    | 2                                                    | 2                                                    | 2                                                    | 2                                                    | 2                                                    | 2                                                    | 2                                                    | 2                                                    | 2                                                    | 2                                                    | 2                                                    |
|                               |               |               |    |     |     |    |     |     |     |                                                      |                                                      |                                                      |                                                      |                                                      |                                                      |                                                      |                                                      |                                                      |                                                      |                                                      |                                                      |                                                      |                                                      |                                                      |                                                      |                                                      |                                                      |                                                      |                                                      |                                                      |                                                      |                                                      |                                                      |                                                      |
| Beach volley                  |               | FIVB          |    |     |     |    |     |     |     |                                                      |                                                      |                                                      |                                                      |                                                      |                                                      |                                                      |                                                      |                                                      |                                                      |                                                      |                                                      |                                                      |                                                      |                                                      | (D)                                                  | 2                                                    | 2                                                    | 2                                                    | 2                                                    | 2                                                    | 2                                                    | 2                                                    | 2                                                    | 2                                                    |
| Pallavolo                     |               | FIVB          |    |     |     |    |     |     |     | (D)                                                  |                                                      |                                                      |                                                      |                                                      |                                                      |                                                      |                                                      | 2                                                    | 2                                                    | 2                                                    | 2                                                    | 2                                                    | 2                                                    | 2                                                    | 2                                                    | 2                                                    | 2                                                    | 2                                                    | 2                                                    | 2                                                    | 2                                                    | 2                                                    | 2                                                    | 2                                                    |
|                               |               |               |    |     |     |    |     |     |     |                                                      |                                                      |                                                      |                                                      |                                                      |                                                      |                                                      |                                                      |                                                      |                                                      |                                                      |                                                      |                                                      |                                                      |                                                      |                                                      |                                                      |                                                      |                                                      |                                                      |                                                      |                                                      |                                                      |                                                      |                                                      |
| Pentathlon moderno            |               | UIPM          |    |     |     |    |     | 1   | 1   | 1                                                    | 1                                                    | 1                                                    | 1                                                    | 1                                                    | 2                                                    | 2                                                    | 2                                                    | 2                                                    | 2                                                    | 2                                                    | 2                                                    | 2                                                    | 2                                                    | 2                                                    | 2                                                    | 1                                                    | 2                                                    | 2                                                    | 2                                                    | 2                                                    | 2                                                    | 2                                                    | 2                                                    | 2                                                    |
| Pugilato                      |               | –             |    |     | 7   |    | 5   |     | 8   | 8                                                    | 8                                                    | 8                                                    | 8                                                    | 8                                                    | 10                                                   | 10                                                   | 10                                                   | 10                                                   | 11                                                   | 11                                                   | 11                                                   | 11                                                   | 12                                                   | 12                                                   | 12                                                   | 12                                                   | 12                                                   | 11                                                   | 11                                                   | 13                                                   | 13                                                   | 13                                                   | 13                                                   | [ n 2 ]                                              |
| Rugby a 7                     |               | WR            |    |     |     |    |     |     |     |                                                      |                                                      |                                                      |                                                      |                                                      |                                                      |                                                      |                                                      |                                                      |                                                      |                                                      |                                                      |                                                      |                                                      |                                                      |                                                      |                                                      |                                                      |                                                      |                                                      |                                                      | 2                                                    | 2                                                    | 2                                                    | 2                                                    |
| Scherma                       |               | FIE           | 3  | 7   | 5   | 8  | 4   | 5   | 6   | 7                                                    | 7                                                    | 7                                                    | 7                                                    | 7                                                    | 7                                                    | 7                                                    | 8                                                    | 8                                                    | 8                                                    | 8                                                    | 8                                                    | 8                                                    | 8                                                    | 8                                                    | 8                                                    | 10                                                   | 10                                                   | 10                                                   | 10                                                   | 10                                                   | 10                                                   | 12                                                   | 12                                                   | 12                                                   |
| Skateboard                    |               | WS            |    |     |     |    |     |     |     |                                                      |                                                      |                                                      |                                                      |                                                      |                                                      |                                                      |                                                      |                                                      |                                                      |                                                      |                                                      |                                                      |                                                      |                                                      |                                                      |                                                      |                                                      |                                                      |                                                      |                                                      |                                                      | 4                                                    | 4                                                    | 4                                                    |
| Sollevamento pesi             |               | IWF           | 2  |     | 2   | 2  |     |     | 5   | 5                                                    | 5                                                    | 5                                                    | 5                                                    | 6                                                    | 7                                                    | 7                                                    | 7                                                    | 7                                                    | 7                                                    | 9                                                    | 9                                                    | 10                                                   | 10                                                   | 10                                                   | 10                                                   | 10                                                   | 15                                                   | 15                                                   | 15                                                   | 15                                                   | 15                                                   | 14                                                   | 10                                                   | 10                                                   |
|                               |               |               |    |     |     |    |     |     |     |                                                      |                                                      |                                                      |                                                      |                                                      |                                                      |                                                      |                                                      |                                                      |                                                      |                                                      |                                                      |                                                      |                                                      |                                                      |                                                      |                                                      |                                                      |                                                      |                                                      |                                                      |                                                      |                                                      |                                                      |                                                      |
| Nuoto                         |               | FINA          | 4  | 7   | 9   | 4  | 6   | 9   | 10  | 11                                                   | 11                                                   | 11                                                   | 11                                                   | 11                                                   | 11                                                   | 13                                                   | 15                                                   | 18                                                   | 29                                                   | 29                                                   | 26                                                   | 26                                                   | 29                                                   | 31                                                   | 31                                                   | 32                                                   | 32                                                   | 32                                                   | 32                                                   | 32                                                   | 32                                                   | 35                                                   | 35                                                   | 41                                                   |
| Nuoto di fondo                |               | FINA          |    |     |     |    |     |     |     |                                                      |                                                      |                                                      |                                                      |                                                      |                                                      |                                                      |                                                      |                                                      |                                                      |                                                      |                                                      |                                                      |                                                      |                                                      |                                                      |                                                      |                                                      |                                                      | 2                                                    | 2                                                    | 2                                                    | 2                                                    | 2                                                    | 2                                                    |
| Nuoto artistico               |               | FINA          |    |     |     |    |     |     |     |                                                      |                                                      |                                                      |                                                      |                                                      |                                                      |                                                      |                                                      |                                                      |                                                      |                                                      |                                                      |                                                      | 2                                                    | 2                                                    | 2                                                    | 1                                                    | 2                                                    | 2                                                    | 2                                                    | 2                                                    | 2                                                    | 2                                                    | 2                                                    | 2                                                    |
| Pallanuoto                    |               | FINA          |    | 1   | (D) |    | 1   | 1   | 1   | 1                                                    | 1                                                    | 1                                                    | 1                                                    | 1                                                    | 1                                                    | 1                                                    | 1                                                    | 1                                                    | 1                                                    | 1                                                    | 1                                                    | 1                                                    | 1                                                    | 1                                                    | 1                                                    | 1                                                    | 2                                                    | 2                                                    | 2                                                    | 2                                                    | 2                                                    | 2                                                    | 2                                                    | 2                                                    |
| Tuffi                         |               | FINA          |    |     | 2   | 1  | 2   | 4   | 5   | 5                                                    | 4                                                    | 4                                                    | 4                                                    | 4                                                    | 4                                                    | 4                                                    | 4                                                    | 4                                                    | 4                                                    | 4                                                    | 4                                                    | 4                                                    | 4                                                    | 4                                                    | 4                                                    | 4                                                    | 8                                                    | 8                                                    | 8                                                    | 8                                                    | 8                                                    | 8                                                    | 8                                                    | 8                                                    |
|                               |               |               |    |     |     |    |     |     |     |                                                      |                                                      |                                                      |                                                      |                                                      |                                                      |                                                      |                                                      |                                                      |                                                      |                                                      |                                                      |                                                      |                                                      |                                                      |                                                      |                                                      |                                                      |                                                      |                                                      |                                                      |                                                      |                                                      |                                                      |                                                      |
| Squash                        |               | WSF           |    |     |     |    |     |     |     |                                                      |                                                      |                                                      |                                                      |                                                      |                                                      |                                                      |                                                      |                                                      |                                                      |                                                      |                                                      |                                                      |                                                      |                                                      |                                                      |                                                      |                                                      |                                                      |                                                      |                                                      |                                                      |                                                      |                                                      | 2                                                    |
| Surf                          |               | ISA           |    |     |     |    |     |     |     |                                                      |                                                      |                                                      |                                                      |                                                      |                                                      |                                                      |                                                      |                                                      |                                                      |                                                      |                                                      |                                                      |                                                      |                                                      |                                                      |                                                      |                                                      |                                                      |                                                      |                                                      |                                                      | 2                                                    | 2                                                    | 2                                                    |
| Taekwondo                     |               | WT            |    |     |     |    |     |     |     |                                                      |                                                      |                                                      |                                                      |                                                      |                                                      |                                                      |                                                      |                                                      |                                                      |                                                      |                                                      |                                                      |                                                      | (D)                                                  | (D)                                                  |                                                      | 8                                                    | 8                                                    | 8                                                    | 8                                                    | 8                                                    | 8                                                    | 8                                                    | 8                                                    |
| Tennis                        |               | ITF           | 2  | 4   | 2   | 4  | 6   | 8   | 5   | 5                                                    |                                                      |                                                      |                                                      |                                                      |                                                      |                                                      |                                                      |                                                      | (D)                                                  |                                                      |                                                      |                                                      | (D)                                                  | 4                                                    | 4                                                    | 4                                                    | 4                                                    | 4                                                    | 4                                                    | 5                                                    | 5                                                    | 5                                                    | 5                                                    | 5                                                    |
| Tennistavolo                  |               | ITTF          |    |     |     |    |     |     |     |                                                      |                                                      |                                                      |                                                      |                                                      |                                                      |                                                      |                                                      |                                                      |                                                      |                                                      |                                                      |                                                      |                                                      | 4                                                    | 4                                                    | 4                                                    | 4                                                    | 4                                                    | 4                                                    | 4                                                    | 4                                                    | 5                                                    | 5                                                    | 5                                                    |
| Tiro                          |               | ISSF          | 5  | 9   |     | 16 | 15  | 18  | 21  | 10                                                   |                                                      | 2                                                    | 3                                                    | 4                                                    | 7                                                    | 7                                                    | 6                                                    | 6                                                    | 7                                                    | 8                                                    | 7                                                    | 7                                                    | 11                                                   | 13                                                   | 13                                                   | 15                                                   | 17                                                   | 17                                                   | 15                                                   | 15                                                   | 15                                                   | 15                                                   | 15                                                   | 15                                                   |
| Tiro con l'arco               |               | WA            |    | 6   | 6   |    | 3   |     | 10  |                                                      |                                                      |                                                      |                                                      |                                                      |                                                      |                                                      |                                                      |                                                      |                                                      | 2                                                    | 2                                                    | 2                                                    | 2                                                    | 4                                                    | 4                                                    | 4                                                    | 4                                                    | 4                                                    | 4                                                    | 4                                                    | 4                                                    | 5                                                    | 5                                                    | 6                                                    |
| Triathlon                     |               | WT            |    |     |     |    |     |     |     |                                                      |                                                      |                                                      |                                                      |                                                      |                                                      |                                                      |                                                      |                                                      |                                                      |                                                      |                                                      |                                                      |                                                      |                                                      |                                                      |                                                      | 2                                                    | 2                                                    | 2                                                    | 2                                                    | 2                                                    | 3                                                    | 3                                                    | 3                                                    |
| Vela                          |               | ISAF          |    | 7   |     |    | 4   | 4   | 14  | 3                                                    | 3                                                    | 4                                                    | 4                                                    | 5                                                    | 5                                                    | 5                                                    | 5                                                    | 5                                                    | 5                                                    | 6                                                    | 6                                                    | 6                                                    | 7                                                    | 8                                                    | 10                                                   | 10                                                   | 11                                                   | 11                                                   | 11                                                   | 10                                                   | 10                                                   | 10                                                   | 10                                                   | 10                                                   |
|                               |               |               |    |     |     |    |     |     |     |                                                      |                                                      |                                                      |                                                      |                                                      |                                                      |                                                      |                                                      |                                                      |                                                      |                                                      |                                                      |                                                      |                                                      |                                                      |                                                      |                                                      |                                                      |                                                      |                                                      |                                                      |                                                      |                                                      |                                                      |                                                      |
| Sport non più olimpici        |               |               |    |     |     |    |     |     |     |                                                      |                                                      |                                                      |                                                      |                                                      |                                                      |                                                      |                                                      |                                                      |                                                      |                                                      |                                                      |                                                      |                                                      |                                                      |                                                      |                                                      |                                                      |                                                      |                                                      |                                                      |                                                      |                                                      |                                                      |                                                      |
|                               |               |               |    |     |     |    |     |     |     |                                                      |                                                      |                                                      |                                                      |                                                      |                                                      |                                                      |                                                      |                                                      |                                                      |                                                      |                                                      |                                                      |                                                      |                                                      |                                                      |                                                      |                                                      |                                                      |                                                      |                                                      |                                                      |                                                      |                                                      |                                                      |
| Breakdance                    |               | WDSF          |    |     |     |    |     |     |     |                                                      |                                                      |                                                      |                                                      |                                                      |                                                      |                                                      |                                                      |                                                      |                                                      |                                                      |                                                      |                                                      |                                                      |                                                      |                                                      |                                                      |                                                      |                                                      |                                                      |                                                      |                                                      |                                                      | 2                                                    |                                                      |
| Croquet                       |               | WCF           |    | 3   |     |    |     |     |     |                                                      |                                                      |                                                      |                                                      |                                                      |                                                      |                                                      |                                                      |                                                      |                                                      |                                                      |                                                      |                                                      |                                                      |                                                      |                                                      |                                                      |                                                      |                                                      |                                                      |                                                      |                                                      |                                                      |                                                      |                                                      |
|                               |               |               |    |     |     |    |     |     |     |                                                      |                                                      |                                                      |                                                      |                                                      |                                                      |                                                      |                                                      |                                                      |                                                      |                                                      |                                                      |                                                      |                                                      |                                                      |                                                      |                                                      |                                                      |                                                      |                                                      |                                                      |                                                      |                                                      |                                                      |                                                      |
| Equitazione / Volteggio       |               | FEI           |    |     |     |    |     |     | 2   |                                                      |                                                      |                                                      |                                                      |                                                      |                                                      |                                                      |                                                      |                                                      |                                                      |                                                      |                                                      |                                                      |                                                      |                                                      |                                                      |                                                      |                                                      |                                                      |                                                      |                                                      |                                                      |                                                      |                                                      |                                                      |
|                               |               |               |    |     |     |    |     |     |     |                                                      |                                                      |                                                      |                                                      |                                                      |                                                      |                                                      |                                                      |                                                      |                                                      |                                                      |                                                      |                                                      |                                                      |                                                      |                                                      |                                                      |                                                      |                                                      |                                                      |                                                      |                                                      |                                                      |                                                      |                                                      |
| Karate / Kata                 |               | WKF           |    |     |     |    |     |     |     |                                                      |                                                      |                                                      |                                                      |                                                      |                                                      |                                                      |                                                      |                                                      |                                                      |                                                      |                                                      |                                                      |                                                      |                                                      |                                                      |                                                      |                                                      |                                                      |                                                      |                                                      |                                                      | 2                                                    |                                                      |                                                      |
| Karate / Kumite               |               | WKF           |    |     |     |    |     |     |     |                                                      |                                                      |                                                      |                                                      |                                                      |                                                      |                                                      |                                                      |                                                      |                                                      |                                                      |                                                      |                                                      |                                                      |                                                      |                                                      |                                                      |                                                      |                                                      |                                                      |                                                      |                                                      | 6                                                    |                                                      |                                                      |
|                               |               |               |    |     |     |    |     |     |     |                                                      |                                                      |                                                      |                                                      |                                                      |                                                      |                                                      |                                                      |                                                      |                                                      |                                                      |                                                      |                                                      |                                                      |                                                      |                                                      |                                                      |                                                      |                                                      |                                                      |                                                      |                                                      |                                                      |                                                      |                                                      |
| Motonautica                   |               | UIM           |    | (D) |     |    | 3   |     |     |                                                      |                                                      |                                                      |                                                      |                                                      |                                                      |                                                      |                                                      |                                                      |                                                      |                                                      |                                                      |                                                      |                                                      |                                                      |                                                      |                                                      |                                                      |                                                      |                                                      |                                                      |                                                      |                                                      |                                                      |                                                      |
| Palla basca                   |               | FIPV          |    | 1   |     |    |     |     |     | (D)                                                  |                                                      |                                                      |                                                      |                                                      |                                                      |                                                      |                                                      |                                                      | (D)                                                  |                                                      |                                                      |                                                      |                                                      |                                                      | (D)                                                  |                                                      |                                                      |                                                      |                                                      |                                                      |                                                      |                                                      |                                                      |                                                      |
| Pallacorda                    |               | –             |    | (D) |     |    | 1   |     |     | (D)                                                  |                                                      |                                                      |                                                      |                                                      |                                                      |                                                      |                                                      |                                                      |                                                      |                                                      |                                                      |                                                      |                                                      |                                                      |                                                      |                                                      |                                                      |                                                      |                                                      |                                                      |                                                      |                                                      |                                                      |                                                      |
| Polo                          |               | FIP           |    | 1   |     |    | 1   |     | 1   | 1                                                    |                                                      |                                                      | 1                                                    |                                                      |                                                      |                                                      |                                                      |                                                      |                                                      |                                                      |                                                      |                                                      |                                                      |                                                      |                                                      |                                                      |                                                      |                                                      |                                                      |                                                      |                                                      |                                                      |                                                      |                                                      |
| Racquets                      |               | –             |    |     |     |    | 2   |     |     |                                                      |                                                      |                                                      |                                                      |                                                      |                                                      |                                                      |                                                      |                                                      |                                                      |                                                      |                                                      |                                                      |                                                      |                                                      |                                                      |                                                      |                                                      |                                                      |                                                      |                                                      |                                                      |                                                      |                                                      |                                                      |
| Roque                         |               | –             |    |     | 1   |    |     |     |     |                                                      |                                                      |                                                      |                                                      |                                                      |                                                      |                                                      |                                                      |                                                      |                                                      |                                                      |                                                      |                                                      |                                                      |                                                      |                                                      |                                                      |                                                      |                                                      |                                                      |                                                      |                                                      |                                                      |                                                      |                                                      |
| Rugby a 15                    |               | WR            |    | 1   |     |    | 1   |     | 1   | 1                                                    |                                                      |                                                      |                                                      |                                                      |                                                      |                                                      |                                                      |                                                      |                                                      |                                                      |                                                      |                                                      |                                                      |                                                      |                                                      |                                                      |                                                      |                                                      |                                                      |                                                      |                                                      |                                                      |                                                      |                                                      |
| Tiro alla fune                |               | TWIF          |    | 1   | 1   | 1  | 1   | 1   | 1   |                                                      |                                                      |                                                      |                                                      |                                                      |                                                      |                                                      |                                                      |                                                      |                                                      |                                                      |                                                      |                                                      |                                                      |                                                      |                                                      |                                                      |                                                      |                                                      |                                                      |                                                      |                                                      |                                                      |                                                      |                                                      |
|                               |               |               |    |     |     |    |     |     |     |                                                      |                                                      |                                                      |                                                      |                                                      |                                                      |                                                      |                                                      |                                                      |                                                      |                                                      |                                                      |                                                      |                                                      |                                                      |                                                      |                                                      |                                                      |                                                      |                                                      |                                                      |                                                      |                                                      |                                                      |                                                      |
| Pattinaggio di figura         |               | ISU           |    |     |     |    | 4   |     | 3   | inseriti nel programma dei Giochi olimpici invernali | inseriti nel programma dei Giochi olimpici invernali | inseriti nel programma dei Giochi olimpici invernali | inseriti nel programma dei Giochi olimpici invernali | inseriti nel programma dei Giochi olimpici invernali | inseriti nel programma dei Giochi olimpici invernali | inseriti nel programma dei Giochi olimpici invernali | inseriti nel programma dei Giochi olimpici invernali | inseriti nel programma dei Giochi olimpici invernali | inseriti nel programma dei Giochi olimpici invernali | inseriti nel programma dei Giochi olimpici invernali | inseriti nel programma dei Giochi olimpici invernali | inseriti nel programma dei Giochi olimpici invernali | inseriti nel programma dei Giochi olimpici invernali | inseriti nel programma dei Giochi olimpici invernali | inseriti nel programma dei Giochi olimpici invernali | inseriti nel programma dei Giochi olimpici invernali | inseriti nel programma dei Giochi olimpici invernali | inseriti nel programma dei Giochi olimpici invernali | inseriti nel programma dei Giochi olimpici invernali | inseriti nel programma dei Giochi olimpici invernali | inseriti nel programma dei Giochi olimpici invernali | inseriti nel programma dei Giochi olimpici invernali | inseriti nel programma dei Giochi olimpici invernali | inseriti nel programma dei Giochi olimpici invernali |
| Hockey su ghiaccio            |               | IIHF          |    |     |     |    |     |     | 1   | inseriti nel programma dei Giochi olimpici invernali | inseriti nel programma dei Giochi olimpici invernali | inseriti nel programma dei Giochi olimpici invernali | inseriti nel programma dei Giochi olimpici invernali | inseriti nel programma dei Giochi olimpici invernali | inseriti nel programma dei Giochi olimpici invernali | inseriti nel programma dei Giochi olimpici invernali | inseriti nel programma dei Giochi olimpici invernali | inseriti nel programma dei Giochi olimpici invernali | inseriti nel programma dei Giochi olimpici invernali | inseriti nel programma dei Giochi olimpici invernali | inseriti nel programma dei Giochi olimpici invernali | inseriti nel programma dei Giochi olimpici invernali | inseriti nel programma dei Giochi olimpici invernali | inseriti nel programma dei Giochi olimpici invernali | inseriti nel programma dei Giochi olimpici invernali | inseriti nel programma dei Giochi olimpici invernali | inseriti nel programma dei Giochi olimpici invernali | inseriti nel programma dei Giochi olimpici invernali | inseriti nel programma dei Giochi olimpici invernali | inseriti nel programma dei Giochi olimpici invernali | inseriti nel programma dei Giochi olimpici invernali | inseriti nel programma dei Giochi olimpici invernali | inseriti nel programma dei Giochi olimpici invernali | inseriti nel programma dei Giochi olimpici invernali |
|                               |               |               |    |     |     |    |     |     |     |                                                      |                                                      |                                                      |                                                      |                                                      |                                                      |                                                      |                                                      |                                                      |                                                      |                                                      |                                                      |                                                      |                                                      |                                                      |                                                      |                                                      |                                                      |                                                      |                                                      |                                                      |                                                      |                                                      |                                                      |                                                      |
| Totale eventi                 | Totale eventi | Totale eventi | 43 | 85  | 94  | 78 | 110 | 102 | 156 | 126                                                  | 109                                                  | 117                                                  | 129                                                  | 136                                                  | 149                                                  | 151                                                  | 150                                                  | 163                                                  | 172                                                  | 195                                                  | 198                                                  | 203                                                  | 221                                                  | 237                                                  | 257                                                  | 271                                                  | 300                                                  | 301                                                  | 302                                                  | 302                                                  | 306                                                  | 339                                                  | 329                                                  | 351                                                  |
| Totale sport                  | Totale sport  | Totale sport  | 9  | 19  | 16  | 12 | 22  | 14  | 22  | 17                                                   | 14                                                   | 14                                                   | 19                                                   | 17                                                   | 17                                                   | 17                                                   | 17                                                   | 19                                                   | 18                                                   | 21                                                   | 21                                                   | 21                                                   | 21                                                   | 23                                                   | 25                                                   | 26                                                   | 28                                                   | 28                                                   | 28                                                   | 26                                                   | 28                                                   | 33                                                   | 32                                                   | 35                                                   |
| Disciplina                    | Disciplina    | Fed.          | 96 | 00  | 04  | 06 | 08  | 12  | 20  | 24                                                   | 28                                                   | 32                                                   | 36                                                   | 48                                                   | 52                                                   | 56                                                   | 60                                                   | 64                                                   | 68                                                   | 72                                                   | 76                                                   | 80                                                   | 84                                                   | 88                                                   | 92                                                   | 96                                                   | 00                                                   | 04                                                   | 08                                                   | 12                                                   | 16                                                   | 20                                                   | 24                                                   | 28                                                   |

## Giochi olimpici invernali

### Programma invernale attuale e passato
Alcuni sport olimpici invernali sono suddivisi in più discipline. Le discipline di uno stesso sport sono raggruppate con lo stesso colore:
     Bob e Skeleton –
     Pattinaggio su ghiaccio –
     Sci
|                                  |                   |                   |                   |                   |    |     |     |     |     |    |    |    |    |    |    |    |    |    |     |     |    |    |    |    |    |    |     |     |     |  |  |  |  |  |
| Sport olimpici invernali attuali |                   |                   |                   |                   |    |     |     |     |     |    |    |    |    |    |    |    |    |    |     |     |    |    |    |    |    |    |     |     |     |  |  |  |  |  |
|                                  |                   |                   |                   |                   |    |     |     |     |     |    |    |    |    |    |    |    |    |    |     |     |    |    |    |    |    |    |     |     |     |  |  |  |  |  |
| Biathlon                         |                   | IBU               |                   |                   |    |     |     |     |     |    |    | 1  | 1  | 2  | 2  | 2  | 3  | 3  | 3   | 6   | 6  | 6  | 8  | 10 | 10 | 11 | 11  | 11  | 11  |  |  |  |  |  |
|                                  |                   |                   |                   |                   |    |     |     |     |     |    |    |    |    |    |    |    |    |    |     |     |    |    |    |    |    |    |     |     |     |  |  |  |  |  |
| Bob                              |                   | IBSF              |                   |                   | 1  | 1   | 2   | 2   | 2   | 2  | 2  |    | 2  | 2  | 2  | 2  | 2  | 2  | 2   | 2   | 2  | 2  | 3  | 3  | 3  | 3  | 3   | 4   | 4   |  |  |  |  |  |
| Skeleton                         |                   | IBSF              |                   |                   |    | 1   |     |     | 1   |    |    |    |    |    |    |    |    |    |     |     |    |    | 2  | 2  | 2  | 2  | 2   | 2   | 3   |  |  |  |  |  |
|                                  |                   |                   |                   |                   |    |     |     |     |     |    |    |    |    |    |    |    |    |    |     |     |    |    |    |    |    |    |     |     |     |  |  |  |  |  |
| Curling                          |                   | WCF               |                   |                   | 1  |     | (D) |     |     |    |    |    |    |    |    |    |    |    | (D) | (D) |    | 2  | 2  | 2  | 2  | 2  | 3   | 3   | 3   |  |  |  |  |  |
| Hockey su ghiaccio               |                   | IIHF              |                   | 1                 | 1  | 1   | 1   | 1   | 1   | 1  | 1  | 1  | 1  | 1  | 1  | 1  | 1  | 1  | 1   | 1   | 1  | 2  | 2  | 2  | 2  | 2  | 2   | 2   | 2   |  |  |  |  |  |
|                                  |                   |                   |                   |                   |    |     |     |     |     |    |    |    |    |    |    |    |    |    |     |     |    |    |    |    |    |    |     |     |     |  |  |  |  |  |
| Pattinaggio di figura            |                   | ISU               | 4                 | 3                 | 3  | 3   | 3   | 3   | 3   | 3  | 3  | 3  | 3  | 3  | 3  | 4  | 4  | 4  | 4   | 4   | 4  | 4  | 4  | 4  | 4  | 5  | 5   | 5   | 5   |  |  |  |  |  |
| Pattinaggio di velocità          |                   | ISU               |                   |                   | 5  | 4   | 4   | 4   | 4   | 4  | 4  | 8  | 8  | 8  | 8  | 9  | 9  | 9  | 10  | 10  | 10 | 10 | 10 | 12 | 12 | 12 | 14  | 14  | 14  |  |  |  |  |  |
| Short track                      |                   | ISU               |                   |                   |    |     |     |     |     |    |    |    |    |    |    |    |    |    | (D) | 4   | 6  | 6  | 8  | 8  | 8  | 8  | 8   | 9   | 9   |  |  |  |  |  |
|                                  |                   |                   |                   |                   |    |     |     |     |     |    |    |    |    |    |    |    |    |    |     |     |    |    |    |    |    |    |     |     |     |  |  |  |  |  |
| Combinata nordica                |                   | FIS               |                   |                   | 1  | 1   | 1   | 1   | 1   | 1  | 1  | 1  | 1  | 1  | 1  | 1  | 1  | 1  | 2   | 2   | 2  | 2  | 3  | 3  | 3  | 3  | 3   | 3   | 3   |  |  |  |  |  |
| Freestyle                        |                   | FIS               |                   |                   |    |     |     |     |     |    |    |    |    |    |    |    |    |    | (D) | 2   | 4  | 4  | 4  | 4  | 6  | 10 | 10  | 13  | 15  |  |  |  |  |  |
| Salto con gli sci                |                   | FIS               |                   |                   | 1  | 1   | 1   | 1   | 1   | 1  | 1  | 1  | 2  | 2  | 2  | 2  | 2  | 2  | 3   | 3   | 3  | 3  | 3  | 3  | 3  | 4  | 4   | 5   | 6   |  |  |  |  |  |
| Sci alpino                       |                   | FIS               |                   |                   |    |     |     | 2   | 6   | 6  | 6  | 6  | 6  | 6  | 6  | 6  | 6  | 6  | 10  | 10  | 10 | 10 | 10 | 10 | 10 | 10 | 11  | 11  | 9   |  |  |  |  |  |
| Sci di fondo                     |                   | FIS               |                   |                   | 2  | 2   | 2   | 3   | 3   | 4  | 6  | 6  | 7  | 7  | 7  | 7  | 7  | 8  | 8   | 10  | 10 | 10 | 12 | 12 | 12 | 12 | 12  | 12  | 12  |  |  |  |  |  |
| Snowboard                        |                   | FIS               |                   |                   |    |     |     |     |     |    |    |    |    |    |    |    |    |    |     |     |    | 4  | 4  | 6  | 6  | 10 | 10  | 11  | 11  |  |  |  |  |  |
|                                  |                   |                   |                   |                   |    |     |     |     |     |    |    |    |    |    |    |    |    |    |     |     |    |    |    |    |    |    |     |     |     |  |  |  |  |  |
| Sci alpinismo                    |                   | ISMF              |                   |                   |    |     |     |     |     |    |    |    |    |    |    |    |    |    |     |     |    |    |    |    |    |    |     |     | 3   |  |  |  |  |  |
| Slittino                         |                   | FIL               |                   |                   |    |     |     |     |     |    |    |    | 3  | 3  | 3  | 3  | 3  | 3  | 3   | 3   | 3  | 3  | 3  | 3  | 3  | 4  | 4   | 4   | 5   |  |  |  |  |  |
|                                  |                   |                   |                   |                   |    |     |     |     |     |    |    |    |    |    |    |    |    |    |     |     |    |    |    |    |    |    |     |     |     |  |  |  |  |  |
| Sport invernali non più olimpici |                   |                   |                   |                   |    |     |     |     |     |    |    |    |    |    |    |    |    |    |     |     |    |    |    |    |    |    |     |     |     |  |  |  |  |  |
|                                  |                   |                   |                   |                   |    |     |     |     |     |    |    |    |    |    |    |    |    |    |     |     |    |    |    |    |    |    |     |     |     |  |  |  |  |  |
| Pattuglia militare               |                   | –                 |                   |                   | 1  | (D) |     | (D) | (D) |    |    |    |    |    |    |    |    |    |     |     |    |    |    |    |    |    |     |     |     |  |  |  |  |  |
| Totale eventi                    | Totale eventi     | Totale eventi     | Totale eventi     | Totale eventi     | 16 | 14  | 14  | 17  | 22  | 22 | 24 | 27 | 34 | 35 | 35 | 37 | 38 | 39 | 46  | 57  | 61 | 68 | 78 | 84 | 86 | 98 | 102 | 109 | 115 |  |  |  |  |  |
| Totale discipline                | Totale discipline | Totale discipline | Totale discipline | Totale discipline | 9  | 8   | 7   | 8   | 9   | 8  | 8  | 8  | 10 | 10 | 10 | 10 | 10 | 10 | 10  | 12  | 12 | 14 | 15 | 15 | 15 | 15 | 15  | 15  | 16  |  |  |  |  |  |

La pattuglia militare era un evento ufficiale dello sci nordico nel 1924, ma il CIO attualmente lo considera come uno sport separato.

### Sport dimostrativi
Di seguito sono elencati gli sport dimostrativi ai Giochi olimpici invernali che non sono mai stati inclusi nel programma olimpico ufficiale.
- Bandy (1952)
- Sci alpino paralimpico (1984 e 1988)
- Stock sport (1936, 1964)
- Balletto sugli sci (acroski) (1988 e 1992)
- Skijöring (1928)
- Corsa con i cani da slitta (1932)
- Chilometro lanciato (1992)
- Pentathlon invernale (1948)

## Sport nel programma dei Giochi mondiali
Questi sport, sempre riconosciuti dal CIO, sono fucina di idee per il Comitato olimpico per l'inserimento tra gli sport olimpici. Ultimi tra questi si ricordano il taekwondo, il triathlon e il rugby a 7. Una volta entrati nel programma dei Giochi olimpici, ovviamente tali sport escono da quello dei Giochi mondiali.
La ginnastica ritmica è presente sia alle Olimpiadi che ai Giochi mondiali.
La seguente lista è aggiornata agli ultimi Giochi di Breslavia 2017.
| Giochi mondiali      |                                  |
| -------------------- | -------------------------------- |
| Sport                | Disciplina                       |
| Sport dell'aria      | Aliante acrobatico               |
| Sport dell'aria      | Paracadutismo                    |
| Sport dell'aria      | Paramotore                       |
| Tiro con l'arco      | Tiro di campagna                 |
| Bocce                | Volo                             |
| Bocce                | Pétanque                         |
| Bocce                | Raffa                            |
| Bowling              | Bowling a dieci birilli singolo  |
| Bowling              | Bowling a dieci birilli misto    |
| Canoa                | Canoa polo                       |
| Arrampicata          | Difficoltà                       |
| Arrampicata          | Boulder                          |
| Arrampicata          | Velocità                         |
| Biliardo             | Carambola                        |
| Biliardo             | Pool                             |
| Biliardo             | Snooker                          |
| Danza sportiva       | Danze standard                   |
| Danza sportiva       | Danze latino-americane           |
| Danza sportiva       | Ballo da sala                    |
| Danza sportiva       | Rock and roll acrobatico         |
| Fistball             | Fistball                         |
| Floorball            | Floorball                        |
| Frisbee              | Ultimate                         |
| Ginnastica           | Ginnastica acrobatica            |
| Ginnastica           | Ginnastica aerobica              |
| Ginnastica           | Ginnastica ritmica               |
| Ginnastica           | Trampolino elastico              |
| Ginnastica           | Tumbling                         |
| Pallamano            | Beach handball                   |
| Ju jitsu             | Fighting                         |
| Ju jitsu             | Duo                              |
| Ju jitsu             | Ne-waza                          |
| Karate               | Karate                           |
| Korfball             | Korfball                         |
| Lacrosse             | Lacrosse                         |
| Muay thai            | Muay thai                        |
| Nuoto per salvamento | In piscina                       |
| Netball              | Netball                          |
| Orientamento         | Sprint                           |
| Orientamento         | Media distanza                   |
| Orientamento         | Staffetta                        |
| Powerlifting         | Distensione su panca piana       |
| Powerlifting         | Stacco da terra                  |
| Powerlifting         | Squat                            |
| Racquetball          | Racquetball                      |
| Sport a rotelle      | Pattinaggio artistico a rotelle  |
| Sport a rotelle      | Pattinaggio di velocità in linea |
| Sport a rotelle      | Hockey in-line                   |
| Squash               | Squash                           |
| Sport subacquei      | Nuoto pinnato in piscina         |
| Sumo                 | Sumo                             |
| Tiro alla fune       | Tiro alla fune                   |
| Sci nautico          | A piedi nudi                     |
| Sci nautico          | Figure                           |
| Sci nautico          | Slalom                           |
| Sci nautico          | Wakeboard                        |

## Altri sport riconosciuti dal CIO
- Frisbee
- Danza
- Bridge
- Motociclismo
- Motonautica
- Pelota basca
- Polo
- Rugby
- Sport dell'aria
- Arti marziali cinesi
- Scacchi
- Skateboarding